# Chesterville (Maine)
Chesterville város az USA Maine államában, Franklin megyében. Lakosainak száma 1328 fő (2020. április 1.).

## Népesség
A település népességének változása:

| 2010 | 1 352 |
| 2020 | 1 328 |